# Christiane Löhr

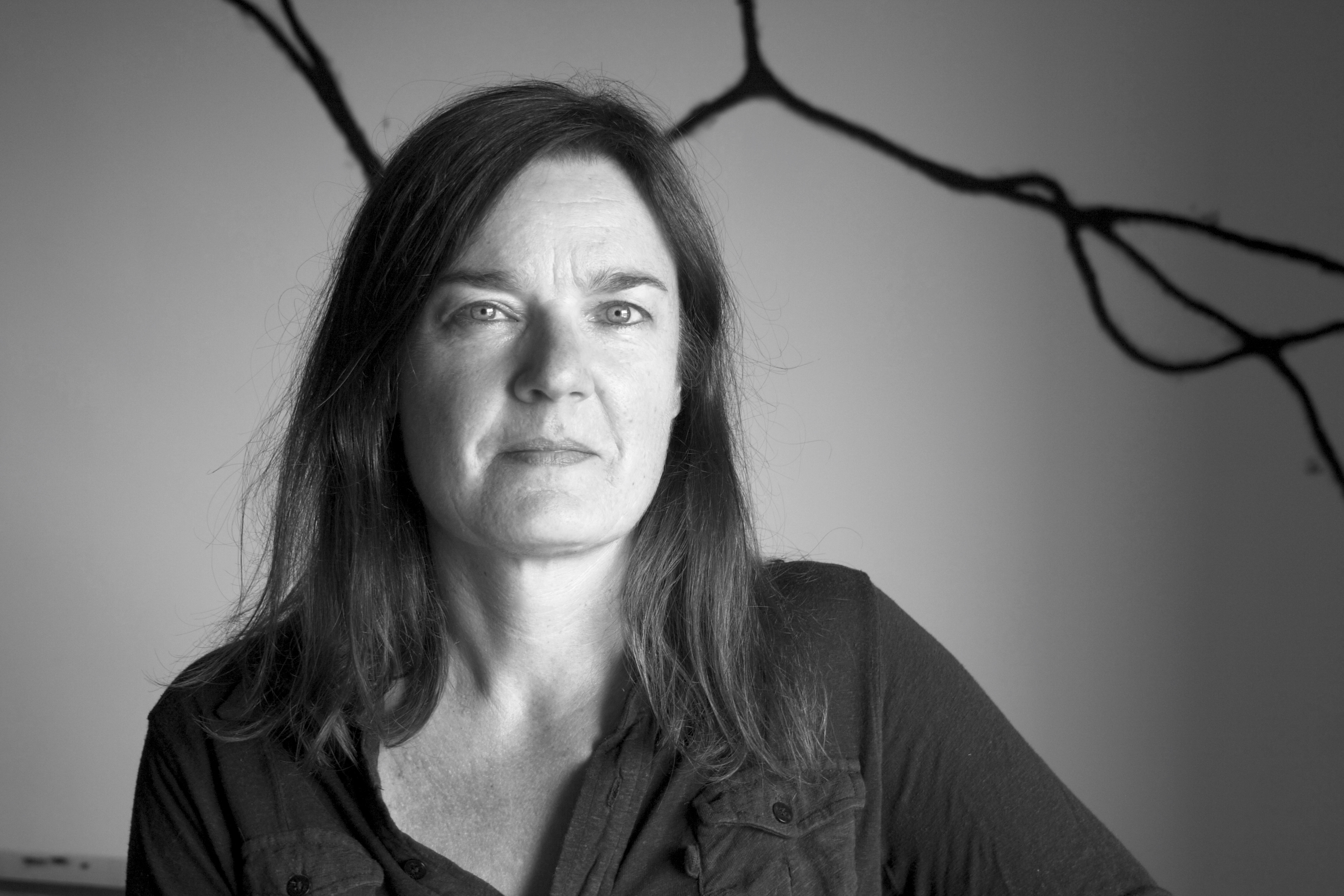
Porträt von Christiane Löhr, 2018 [Fotografie: Salvatore Mazza]

Christiane Löhr (* 1965 in Wiesbaden) ist eine zeitgenössische deutsche Künstlerin. Sie lebt und arbeitet in Köln, Deutschland und bei Prato, Italien.

## Leben und Werk
Löhr studierte Ägyptologie, klassische Archäologie und Geschichte an der Universität Bonn sowie Kunsterziehung und Germanistik an der Universität Mainz. Von 1994 bis 1997 studierte sie an der Kunstakademie Düsseldorf, zuletzt als Meisterschülerin von Jannis Kounellis. Sie ist Mitglied des Deutschen Künstlerbundes und seit 2020 Mitglied der Nordrhein-Westfälischen Akademie der Wissenschaften und Künste in Düsseldorf.
Löhr ist für ihre Skulpturen und Installationen bekannt, die aus organischen Elementen als Konstruktionsmaterial bestehen, darunter Pferdehaar, Flugsamen, Pflanzenstängel, Baumblüten, Kletten und andere Elemente aus der Natur. Der italienische Kunsthistoriker Germano Celant beschreibt ihre künstlerische Haltung wie folgt: ”Im Gegensatz zur Schwere und der physischen und raumgreifenden Sperrigkeit vieler zeitgenössischer Skulpturen ist es der Anspruch dieser deutschen Künstlerin, eine Anmutung von Fragilität und Vergänglichkeit, Weichheit und Leichtigkeit auszudrücken.” Als Zeichenmaterial benutzt sie Ölstift, Tusche und Graphit. ”Fläche und Raum sind die großen Themen in ihren Zeichnungen: die linearen Strukturen „wachsen“ aus einem Zentrum sowie meist von unten nach oben zum Bildrand hin. Die Künstlerin bezeichnet diesen Effekt als ein 'Ausströmen von innen nach außen'. Sie streben dabei optisch weit über diesen Rand hinaus, könnten unendlich weiterwachsen und den Raum okkupieren.”
Löhr hat in Europa, Asien und den USA ausgestellt, unter anderem auf der 49. Biennale di Venezia. Ihre Einzelausstellung 2010 in der Villa Menafoglio Litta Panza in Varese, Italien, war die letzte Ausstellung, die der renommierte Sammler Giuseppe Panza konzipierte.

## Preise und Stipendien
- 2018: Grand Award, The Shifting Foundation, Kalifornien
- 2016: Pino Pascali Preis,[5] Fondazione Museo Pino Pascali, Polignano a Mare; XXV edizione Premio Nazionale Arti Visive Città di Gallarate
- 2009: Residenz CCA Andratx, Mallorca
- 2006: Stipendiatin der Kunststiftung NRW
- 2002: Warhol-Stipendium, Headlands Center for the Arts, San Francisco
- 2001: Kahnweiler-Preis der Daniel-Henry Kahnweiler Stiftung, Rockenhausen
- 2000: Graduiertenstipendium des DAAD für Indien
- 1998: Stipendium der Cité Internationale des Arts, Paris
- 1997: Preis der Stiftung Vordemberge-Gildewart, Museum Wiesbaden
- 1996: Preis der Johannes Gutenberg-Universität Mainz; Förderpreis des Landes Rheinland-Pfalz
- 1995: Studienstipendiatin der Heinrich-Böll-Stiftung
- 1993: Salzburg-Stipendium der Stadt Mainz

## Ausstellungen

### Einzelausstellungen (Auswahl)
- 2024: Accumuli, MAN Museo d'Arte Provincia di Nuoro, Sardinien
- 2023/24: Christiane Löhr. Symmetrien des Sachten, Arp Museum, Remagen
- 2023: π· r2 werden, Nordrhein-Westfälische Akademie der Wissenschaften und der Künste, Düsseldorf
- 2022: House of Art, Contemporary Art and Architecture Gallery, Budweis; Chateau Chaumont-sur-Loire, Domaine Régional de Chaumont-sur-Loire
- 2021: Ordnung der Wildnis, Haus am Waldsee, Berlin
- 2020: Incontri sensibili, Museo di Capodimonte, Neapel; Studio Trisorio, Neapel;[6] Movimenti circolari, Galleria San Fedele, Mailand
- 2018: Attrazione, Skulpturenpark Waldfrieden / Cragg Foundation, Wuppertal
- 2017: Opus, Wooson Gallery, Daegu, Südkorea[7]
- 2016: Premio Pino Pascali 2016, Fondazione Museo Pino Pascali, Polignano a Mare; Densen - Disperse, Gunby Estate, Hall and Gardens, Lincolnshire, UK; Kunsthaus Baselland, Basel/Muttenz
- 2015: Encircling the orbit, Vangi Sculpture Garden Museum, Shizuoka, Japan
- 2014: Permeabile, Kunst- und Kulturstiftung Opelvillen, Rüsselsheim; Línies contínues, Blueproject Foundation, Barcelona
- 2010: Dividere il vuoto, Villa und Collezione Panza, Varese
- 2009: Sortint de l'embull, Fundació Pilar i Joan Miró, Palma de Mallorca
- 2008: Galerie Salvatore + Caroline Ala, Mailand
- 2007: CDAN Centro de Arte y Naturaleza, Huesca
- 2006: Sculpture, PIAC Piattaforma Internazionale Arte Contemporanea, Ragusa; Galerie A-quad, Takenaka Corporation, Tokio
- 2005: Heidelberger Kunstverein; Kunstverein Ludwigshafen; Kunstverein Arnsberg
- 2004: Studio Stefania Miscetti, Rom;[8] Tendersi dentro - Stretching towards the inside, Fattoria di Celle, Sammlung Gori, Pistoia
- 2003: Salone Villa Romana, Florenz; Wie die Dinge den Raum berühren, Kunstmuseum Bonn; Christiane Löhr/Sofi Zezmer, Nassauischer Kunstverein, Wiesbaden
- 2002: Kunstverein Münsterland, Coesfeld[9]
- 2001: Un lavoro: un'opera, un'istallazione di Christiane Löhr una poesia di Nico Orengo, già VIA NUOVA per l'Arte contemporanea, Florenz
- 2000: artothek Köln
- 1999: Forum Kunst, Rottweil
- 1998: Objekte, Studentisches Kulturzentrum, Belgrad
- 1997: Das Übergewicht des Kleinen, Mittelrhein-Museum Koblenz

### Gruppenausstellungen (Auswahl)
- 2024: Colorescenze, Centro Pecci Prato; Künstlerinnen. Leben. Werke. Koblenz 1885 - 2000, Mittelrheinmuseum Koblenz; Ecosofismi. Storie di naturali riconciliazioni, Dominican Monastery, Ptuj, Slovenia; Diorama, MAN Museo d'Arte Provincia di Nuoro; Evocations. A Nomadic Exhibition Project, Villa Tornaforte Aragno, Cuneo; Chiaroscuro, Spiral, Tokyo; Presi per incantamento/surpris par l’enchantement, Centre de Création Contemporaine Olivier Debré, Tours
- 2022: Edith Stein. Losing by Winning, Museum Stift Stams, Tirol; Medium Zeichnung, Kunstsammlung Gera & Kunstverein Gera e.V, Gera; Studio Trisorio, Capri; Ex natura, Villa e Collezione Panza, Varese
- 2021: Map and Territory. Environmental Art from the Panza Collection, Galerie Hauser & Wirth, St. Moritz (9. Juli – 23. Oktober); Inventing Nature. Pflanzen in der Kunst, Staatliche Kunsthalle Karlsruhe (24. Juli – 31. Oktober)
- 2020: Erodet Landscape, Musée d'art contemporain de la Haute-Vienne / Chateau de Rochechouart, Rochechouart; La face autre de l’autre face, MUC Musée Municipal Urbain Cabrol, Villefranche-de-Rouergue; Sense of wonders: into another garden, Vangi Sculpture Garden Museum, Shizuoka
- 2019: The ground we have in common, Gallerie delle Prigioni / Fondazione Benetton, Treviso
- 2018: Sexy & Cool. Minimal goes emotional, Kunsthalle Tübingen, Tübingen
- 2017: Pure Nature Art. Naturmaterialien in der zeitgenössischen Kunst, Museum Kunst der Westküste, Föhr; La materia della forma. Collezione Panza di Biumo, MART Museo di Arte Moderna e Contemporanea di Trento e Rovereto; Chaosmos 5: To View a World within a Grain of Sand, Sakura City Museum of Art, Sakura; Entangled. Threads and Making. Turner Contemporary, Margate
- 2016: Altri tempi, altri miti - 16a Quadriennale d'arte, Palazzo delle Esposizioni, Rom
- 2015: The Human Condition, National Centre for Contemporary Arts NCCA, Moskau; Ich bin eine Pflanze. Naturprozesse in der Kunst, Kunstmuseum Ravensburg
- 2014: Lifescape, Shiseido Gallery, Tokio; International Biennial of Contemporary Art of Cartagena de Indias, Kolumbien
- 2013: Recent acquisitions, Morgan Library, New York; La magnifica ossessione, MART Museo di Arte Moderna e Contemporanea di Trento e Rovereto
- 2012: RegardBenin, Biennale Benin, Imprimerie Nationale, Porto Novo; Die Eroberung der Wand. Nazarenerfresken im Blick der Gegenwart. Arp Museum Bahnhof Rolandseck, Remagen
- 2011: Spaceship earth, Centre of Contemporary Art in Torun, Polen
- 2010: Terre vulnerabili, HangarBicocca, Mailand; Trasparenze, MACRO Future, Rome, MADRE, Neapel; Dead or Alive, Museum of Arts and Design, New York; State of Mind, Panza Collection, Lucca Center of Contemporary Art
- 2009: Ferne Nähe, Kunstmuseum Bonn; Green platform, CCCS Centro di Cultura Contemporanea Strozzina, Palazzo Strozzi, Florenz
- 2008: Micro-narratives, Museé d’Art Moderne de Saint-Etienne, Saint-Etienne
- 2007: Stipendiatinnen und Stipendiaten der Stiftung Vordemberge-Gildewart, Museum Wiesbaden, Wiesbaden
- 2006: XII Biennale Internazionale di Scultura, Carrara
- 2004: Settlements, Cabinet des Dessins, Museé d’Art Moderne de Saint-Etienne Métropole; Ins Licht gerückt - Aus der Grafischen Sammlung, Kunstmuseum Bonn, Bonn
- 2003: Il racconto del filo. Cucito e ricamo nell’arte contemporanea, MART Museo di Arte Moderna e Contemporanea di Trento e Rovereto
- 2002: Basics, Kunsthalle Bern, Bern
- 2001: 49° Biennale di Venezia, Arsenale, Venedig

## Publikationen
- Christiane Löhr. Monographie. Texte von Jannis Kounellis, Stephanie Buhmann, Germano Celant, Nicole Fritz, Yuri Mitsuda, Claudia Dichter; Gedicht von Marion Poschmann. Hatje Cantz Verlag, Berlin 2020.
- Neue Düsseldorfer Kunstszene in 70 Porträts. Herausgegeben von Helga Meister und Beat Wismer. Köln 2016.
- Sculpture Now. Herausgegeben von Anna Moszynsk. London 2014.
- Cuadernos de la càtedra Juan Gris. Taller de Christiane Löhr, Noviembre 2007. Workshop proceedings, Universidad Complutense de Madrid, 2007. Madrid 2010.
- Giuseppe Panza: Memories of a Collector. New York 2008.
- Giuseppe Panza. Ricordi di un collezionista. Mailand 2006.

## Künstlerbücher
- Nichts von dem, was ich gesehen habe. Sieben Radierungen und ein unveröffentlichtes Gedicht von Oswald Egger. Canopo Edizioni, Prato 2004.
- Granai. Elf Tuschezeichnungen und zehn unveröffentlichte Gedichte von Maria Luisa Spaziani, Canopo Edizioni, Prato 1999.

## Ausstellungskataloge (Auswahl)
- Arp Museum Bahnhof Rolandseck: Christiane Löhr - Symmetrien des Sachten. Texte u. a. von Julia Wallner, Jutta Mattern, Tiziano Scarpa, Astrid von Asten, Jannis Kounellis, Dobrila Denegri, Christoph Schreier, Ingrid Pfeiffer, Amine Haase, Giuseppe Panza, Anna Bernardini, Bruno Corà, Reinhard Ermen, Germano Celant, Ines Goldbach, Nicole Fritz, Hatje Cantz Verlag, Remagen 2023.
- Haus am Waldsee, internationale Kunst in Berlin: Christiane Löhr - Ordnung der Wildnis. Texte von Katja Blomberg, Marion Poschmann. Berlin 2021.
- Fondazione Culturale San Fedele: Movimenti circolari. Text von Andrea Dall’Asta. Mailand 2021.
- Skulpturenpark Waldfrieden: attrazione, Gedicht von Marion Poschmann, Interview von Kerstin Stremmel. Wuppertal 2018.
- Kunsthaus Baselland: Christiane Löhr. Text von Ines Goldbach. Basel 2016.
- Fondazione Museo Pino Pascali: Christiane Löhr, Premio Pino Pascali 2016. Texte von Dobrila Denegri, Viktor Misiano, Antonio Frugis, Rosalba Branà. Polignano a Mare 2016.
- Vangi Sculpture Garden Museum: encircling the orbit, Texte von Germano Celant, Jannis Kounellis, Keisuke Mori. Shizuoka 2015.
- Blueproject Foundation: línies contínues, Text von Virginia Roy Luzarraga. Barcelona 2014.
- Villa e Collezione Panza, Varese: dividere il vuoto. Texte von Bruno Corà, Giuseppe Panza. Salon Verlag, Köln 2010.
- Fundació Pilar i Joan Miró a Mallorca: Sortint de l’embull. Texte von Paula Llull Llobera, Pilar Baos. Palma de Mallorca 2009.
- Gallery A-quad, Takenaka Corporation: Christiane Löhr - looking for what holds the world together, Texte von Christiane Löhr. Tadayasu Sakai, Tokyo, 2007.
- CDAN Centro de Arte y Naturaleza, Fondación Beulas: Christiane Löhr - esculturas, dibujos e instalaciones, Texte von Ingrid Pfeiffer, Karin Giacobbi. Huesca 2007.
- Kunstverein Arnsberg, Kunstverein Ludwigshafen + Heidelberger Kunstverein: Der geborgte Raum, Texte von Barbara Auer, Dagmar Behr, Hans Gercke, Wunderhorn Verlag, Heidelberg 2005.
- Fattoria di Celle, Collezione Gori: Tendersi dentro - stretching towards the inside, Texte von Giuliano Gori, Christiane Löhr, Christoph Schreier. Gli Ori, Pistoia 2004.
- Kunstmuseum Bonn: Wie die Dinge den Raum berühren, Texte von Sabina Leßmann. Bonn 2003.
- Nassauischer Kunstverein Wiesbaden: Christiane Löhr / Sofi Zezmer, Texte von Elke Gruhn. Wiesbaden 2003.
- Kunstverein Münsterland: "Christiane Löhr", Text von Uwe Schramm. Coesfeld 2002.
- Galleria Salvatore + Caroline Ala: Christiane Löhr, Text von Francesca Pasini. Mailand 1999.
- Forum Kunst Rottweil: Forum Kunst Rottweil zeigt Christiane Löhr, Text von Dagmar Behr, Rottweil 1999.
- Mittelrhein-Museum Koblenz: Das Übergewicht des Kleinen, Texte von Jannis Kounellis, Susanne Titz, Klaus Weschenfelder, Koblenz 1997.

## Artikel und Rezensionen (Auswahl)
- Judith Elisabeth Weiss: Ordnung der Wildnis. Christiane Löhr im Haus am Waldsee, Kunstforum International 276, 2021.
- Ingeborg Ruthe: Kathedralen aus Samen. In: Berliner Zeitung, 29. Juli 2021.
- Jacqueline Rugo: Zerbrechlichkeit und Stabilität. In: taz, 24/25. Juli 2021.
- Jens Hinrichsen, Im Gebirge der Efeusamen. Der Tagesspiegel, 1. Juli 2021.
- Judith Elisabeth Weiss. Christiane Löhr. Die Emanation des Raums und die Beständigkeit des Flüchtigen. In: Kunstforum International. 258 (Januar–Februar 2019), S. 125–133.
- Kerstin Stremmel: Turin lockt mit Gegenwartskunst. In: Neue Zürcher Zeitung. 2. November 2018.
- Johannes Meinhard: Tübingen: Sexy and Cool – Minimal goes Emotional. Materialität und Idealität des Orthogonalen. Kunstforum International 254 (Juni–Juli 2018), S. 274–75.
- Kerstin Stremmel: Polignano a Mare, Christiane Löhr – Premio Pino Pascali ART Award 2016. The quieter you become. In: Kunstforum International. 243 (November–Dezember 2016), S. 342.
- Lia De Venere: Christiane Löhr vince il XIX Premio Pino Pascali. In: Il Sole 24 Ore, ArtEconomy24. 29. Juli 2016.
- Judith Opferkuch: Rendezvous dreier internationaler Kunstgrößen. In: Basler Zeitung, 26. Mai 2016.
- Karen Wright: Christiane Löhr, Sculptor: ‘I began to use what I had in my hands—the horse hair, straw and hay.‘ In: The Independent. 15. Januar 2016.
- Germano Celant: Storie con piccole cose / Stories with Little Things. I: Interni, INsights ARTS. Nr. 9 (September 2015), S. 10–15, 110–112.
- Chie Sumiyoshi: Christiane Löhr: Form of Life, Mathematics of Body, Vision of Intellect. In: Them (Juni 2015), S. 176.
- Francesca Pini: Atelier d’artista: che cosa sta preparando Christiane Löhr? In: Corriere Della Sera – Sette, 6. Juli 2012.
- Roberta Smith: Museum and Gallery Listings for April 20–26: Christiane Löhr. In: The New York Times, 19. April 2012.
- Reinhard Ermen: Zeichnen zur Zeit IV: Christiane Löhr. In: Kunstforum International. 208 (Mai–Juni 2011), S. 282–285.
- Patrizia Ferri: Christiane Löhr. Oredaria Arti Contemporanee – Roma. In: Flash Art. Nr. 291 (März 2011), S. 86.
- Germano Celant: Leggera come una scultura. In: L’Espresso. Nr. 24, 17. Juni 2010, S. 127.
- Paula Llull: Struggling for Centimeters: A Conversation with Christiane Löhr. In: Sculpture. 29, Nr. 4, Mai 2010, S. 24–31.
- Layla Haroon: Construction of Balance: Christiane Löhr’s Work is a Play on Materials. In: Gulfnews Weekend Review, Februar 12, 2010.
- Valentina Muscedra: La semplicità e l’essenza delle cose / Simplicity and the Essence of Things. In: Area. Nr. 106, September–Oktober 2009.
- Ida Panicelli: Reviews: Milan: Christiane Löhr. In: Artforum International. 47, Nr. 8 (April 2009), S. 204.
- Mariana Díaz: Christiane Löhr combina pintura y escultura en ‘Sortint de l’embull’, en la Fundació Miró. In: Ultima Ora. 28. März 2009.
- Helga Marsala: Ragusa: Christiane Löhr, PIAC. In: Flash Art. Oktober–November 2006, S. 132–134.
- Kristina Raderschad: Naturschönheiten – Leichtgewichte. In: Elle Decoration. März–April 2006, S. 36–38.
- Heide Seele: Die Natur kennt bizarre Formen. Christiane Löhr präsentiert ihre reduzierten Objekte und Zeichnungen im Heidelberger Kunstverein. In: Rhein-Neckar-Zeitung. 19. September 2005.
- Christel Heybrock: Kleine Wälder und große Berge. In: Mannheimer Morgen. 14. September 2005.
- Nils Klute: Pusten ist nicht erlaubt. Alles Samen: Kunstverein Arnsberg zeigt filigrane Arbeiten von Christiane Löhr. In: Westfälische Rundschau,. 11. Mai 2005.
- Massimo Carboni: Christiane Löhr. Studio Stefania Miscetti. In: Artforum International 43, Nr. 3 (November 2004), S. 232–33.
- Alessandra Mammi: Non soffiate su quei quadri. In: L’Espresso. 29. Juli 2004, S. 103.
- Ivan Quaroni: Christiane Löhr. In: Flash Art. Nr. 240, Juni–Juli 2003.
- Marc Peschke: Farbenfrohes Endlager. Christiane Löhr und Sofi Zezmer. In: Frankfurter Allgemeine Zeitung, 30. Juni 2003.
- Silvia Castello: Laura Maggi, Christiane Löhr: semi e crini. In: Elle. Juni 2003, S. 142.
- Sirku Plötner: Poetische Bausteine. In: Frankfurter Rundschau. 28–29 Mai 2003.
- Angela Vettese: Dare agli artisti del filo da torcere. Il Sole 24 Ore – Domenica, 25. Mai 2003.
- Hortense Pisano: Geschärfter Blick für Detail Wiesbadener Kurier, Mai 23, 2003.
- Jürgen Kisters: Alles ist zart und zerbrechlich. In: Kölner Stadt-Anzeiger, 17. Mai 2000.
- Harald Szeemann: Die Expertise. In: Welt am Sonntag, Mai 2000.
- Dana Horáková: Nichts als Wachstum und Zerfall. In: Welt am Sonntag, 7. Mai 2000.
- Giorgio Verzotti: Christiane Löhr. In: Artforum International 38, Nr. 5 (Januar 2000), S. 121.
- Michael Hübl: Zwischen Handlung und natürlichem Prozess. In: Kunstforum International. 145 (Mai–Juni 1999), S. 386–387.
- Lars Hennemann: Vielfalt ohne Stilgrenzen. Salzburg-Stipendium des Kunstverein Eisenturms für Christiane Löhr. In:  Mainzer Rhein-Zeitung, 25. Januar 1993.